# Streptococcus thermophilus
Streptococcus thermophilus (antiguamente Streptococcus salivarius subsp. thermophilus) es una especie de bacteria Gram-positiva anaerobia facultativa. Es un organismo citocromo, oxidasa y catalasa negativo, inmóvil, no formador de esporas  y homofermentativo. Streptococcus thermophilus es una especie alfa-hemolítica del grupo viridans. 
También clasifica como una bacteria ácido láctico (acrónimo en inglés: LAB). Streptococcus thermophilus se halla en productos fermentados lácticos. Es un probiótico (sobrevive en el estómago) y generalmente se usa en la producción de yogur.